# Узовський Шалґов
Узовський Шалґов або Узовський Шалгов (словац. Uzovský Šalgov) — село в Словаччині, Сабинівському окрузі Пряшівського краю.
Уперше згадується у 1314 році.
У селі є римо—католицький костел з 1610 року в стилі ренесансу, у 1743 році перебудований в стилі бароко.

## Географія
Розташоване в північно-східній частині Словаччини в Шариській височині в долині потока Шалґов.

## Населення
| Рік:            | 1994. | 2004.   | 2014.   | 2024.    |
| --------------- | ----- | ------- | ------- | -------- |
| Кількість осіб: | 577   | 570     | 602     | 669      |
| Різниця:        |       | -1,21 % | +5,61 % | +11,12 % |

| Рік:            | 2023. | 2024.   |
| --------------- | ----- | ------- |
| Кількість осіб: | 656   | 669     |
| Різниця:        |       | +1,98 % |

У селі проживає 604 осіб.
Національний склад населення (за даними останнього перепису населення — 2001 року):
- словаки — 99,31 %,
- чехи — 0,35 %,

Склад населення за приналежністю до релігії станом на 2001 рік:
- римо-католики — 97,75 %,
- греко-католики — 1,91 %,
- не вважають себе вірянами або не належать до жодної вищезгаданої конфесії — 0,35 %